# Buragamakalapalli, Srinivaspur
Buragamakalapalli là một làng thuộc tehsil Srinivaspur, huyện Kolar, bang Karnataka, Ấn Độ.